# Tipula (Savtshenkia) koreana
Tipula (Savtshenkia) koreana is een tweevleugelige uit de familie langpootmuggen (Tipulidae). De soort komt voor in het Palearctisch gebied.